# Protogrammus
Protogrammus es un género de peces de la familia Callionymidae, del orden Perciformes. Este género marino fue descrito científicamente en 1985 por Ronald Fricke.

## Especies
Especies reconocidas del género:
- Protogrammus alboranensis R. Fricke, Ordines, Farias & García-Ruiz, 2016[1]
- Protogrammus antipodus R. Fricke, 2006
- Protogrammus sousai (Maul, 1972)